# 누설 인덕턴스
누설 인덕턴스(leakage inductance)는 불완전하게 결합된 변압기의 전기적 특성에서 파생되며, 이에 따라 각 권선은 권선의 각 옴 저항 상수와 직렬로 연결된 자체 인덕턴스로 동작한다. 이 4개의 권선 상수는 변압기의 상호 인덕턴스와도 상호 작용한다. 권선 누설 인덕턴스는 불완전하게 결합된 각 권선의 모든 권선과 연결되지 않은 누설 자속으로 인해 발생한다.
누설 리액턴스(leakage reactance)는 일반적으로 역률, 전압 강하, 무효 전력 소비 및 고장 전류 고려 사항으로 인해 전력 시스템 변압기의 가장 중요한 요소이다.
누설 인덕턴스는 코어와 권선의 형상에 따라 달라진다. 누설 리액턴스의 전압 강하는 변압기 부하 변화에 따라 바람직하지 않은 공급 조정을 초래하는 경우가 많다. 그러나 일부 부하의 고조파 절연(더 높은 주파수 감쇠)에도 유용할 수 있다.
누설 인덕턴스는 전동기를 포함하여 불완전하게 결합된 자기 회로 장치에 적용된다.

## 같이 보기
- 유도계수
- 유도전동기